# 아고촌
아고촌(吾郷村)은 시마네현 오치군에 있던 촌이다. 현재의 미사토정에 해당한다.